# Thomas Isherwood
Thomas Mattias Poppler Isherwood (* 28. Januar 1998 in Söderort) ist ein schwedisch-englischer Fußballspieler, der bei AIK Solna unter Vertrag steht.

## Karriere

### Verein
Isherwood spielte in seiner Jugend in Schweden für Fruängens IF, den AFC Eskilstuna und bis 2015 für den IF Brommapojkarna. Am 8. März 2015 gab er sein Profidebüt im Schwedischen Fußballpokal bei der 1:0-Auswärtsniederlage gegen den IF Elfsborg, als er in der 69. Spielminute für Fredrik Stoor eingewechselt wurde.
Im Juli 2015 wechselte er in die U19-Mannschaft des FC Bayern München, wo er im ersten Jahr in der UEFA Youth League und der A-Junioren-Bundesliga viel Einsatzzeit sammelte. Im nächsten Jahr konnte er sich als Stammspieler durchsetzen und gewann mit seiner Mannschaft die A-Junioren-Bundesliga Süd/Südwest. Zu Beginn der Saison 2017/18 wurde er in den Kader der zweiten Mannschaft berufen, die zu diesem Zeitpunkt in der Fußball-Regionalliga Bayern spielte. Als Ersatzspieler kam er über die Saison auf 18 Einsätze in der Liga.
Im April 2018 gab es Gerüchte über einen Wechsel zu Celtic Glasgow und er trainierte zum Ende der Saison 2017/18 mit der Mannschaft von Glasgow Rangers. Im Juni 2018 unterschrieb er dann einen Zweijahresvertrag beim englischen Zweitligisten Bradford City, da er von der Jugendabteilung und dem deutschen Besitzer Edin Rahic überzeugt wurde. Jedoch kam er auf nur drei Einsätze in der dritten englischen Liga. Im Januar 2019 wechselte er zum vom Engländer Ian Burchnall trainierten Erstligisten Östersunds FK zurück nach Schweden. Dort etablierte er sich im Verlauf der Spielzeit 2019 als Stammspieler und bestritt 18 der 30 Saisonspiele. Die Saison beendete der Verein mit zwei Punkten Vorsprung auf den Relegationsplatz und hielt so die Klasse. Auch in der folgenden Spielzeit stand er mit der Mannschaft im Abstiegskampf, dabei wusste er jedoch zu überzeugen und war unter Burchnall sowie dessen Nachfolger Amir Azrafshan erneut Stammkraft.
Am 3. Januar 2021 unterschrieb der Schwede einen bis Juni 2024 gültigen Vertrag beim deutschen Zweitligisten SV Darmstadt 98. Damit wurde unter anderem auf mehrere im Jahr 2021 auslaufende Verträge (darunter die der Leihverteidiger Nicolai Rapp und Lars Lukas Mai) sowie die mangelhafte Defensivarbeit – fünftschlechteste Gegentorquote der Liga – reagiert. Kurz nach seinem Wechsel zog er sich einen Syndesmosebandriss zu und musste deshalb knapp zwei Monate pausieren. Erst am 7. Mai 2021 feiert er beim 1:2-Auswärtssieg gegen Hannover 96 sein Debüt, als er in der Nachspielzeit für Serdar Dursun eingewechselt wurde. Die Mannschaft erreichte Platz 7 in der Liga, wobei Isherwood unter Markus Anfang nicht mehr zum Einsatz kam. Die Saison 2021/22 unter Torsten Lieberknecht schloss er mit der Mannschaft auf dem vierten Platz in der zweiten Liga ab, wobei er sich ab dem achten Spieltag in der Innenverteidigung neben Patric Pfeiffer etablierte und somit auf 24 Ligaeinsätze kam. 2023 stieg Isherwood mit Darmstadt in die Bundesliga auf. Nach dem direkten Wiederabstieg wurde sein Vertrag im Sommer 2024 nicht verlängert. Daraufhin wechselte er in die Allsvenskan zu AIK Solna.

### Nationalmannschaft
Auf internationaler Bühne durchlief er alle schwedischen Jugendnationalmannschaften. Ebenfalls wäre er für England spielberechtigt.

## Persönliches
Isherwoods Vater ist Engländer, die Mutter Schwedin. Er ist verheiratet und seit 2020 Vater eines Sohnes.